# Crassula bevilanensis
Crassula bevilanensis är en fetbladsväxtart som beskrevs av Desc.. Crassula bevilanensis ingår i släktet krassulor, och familjen fetbladsväxter. Inga underarter finns listade i Catalogue of Life.